# Mio Narita
Mio Narita (en japonés: 成田実生, Narita Mio; Tokio, 18 de diciemebre de 2006) es una deportista japonesa que compite en natación, especialista en el estilo combinado.
Ganó una medalla de plata en el Campeonato Mundial de Natación de 2025, en la prueba de 400 m estilos. Participó en los Juegos Olímpicos de París 2024, ocupando el sexto lugar en la misma prueba.

## Palmarés internacional
| Campeonato Mundial | Campeonato Mundial  | Campeonato Mundial | Campeonato Mundial |
| Año                | Lugar               | Medalla            | Prueba             |
| ------------------ | ------------------- | ------------------ | ------------------ |
| 2025               | Singapur (Singapur) | Medalla de plata   | 400 m estilos      |